# Bellybutton & The Knockwells
Bellybutton & The Knockwells war eine Rockband aus Friedrichshafen/Konstanz. In den späten 1980er Jahren waren sie eine der erfolgreichsten süddeutschen Independent-Livebands. Ihre Musik war eine Mischung aus 60s Beat, kombiniert mit Soul und Heavy Metal Elementen.
Mit ca. 600 Konzerten in  Deutschland waren sie eine klassische Liveband. Sie schafften es jedoch nicht mit ihrer Studioarbeit an diese Erfolge anzuknüpfen. Ihr erstes Konzert gaben sie 1985 in der Festhalle Mengen. Ihr größtes Publikum fanden sie 1991 im Bodensee-Stadion Konstanz beim Rock am See Festival.
1989 erschien ein Bandporträt mit dem Titel „Schnell, dreckig, lustig“, in dem der Autor Julian Aicher Entstehungsgeschichte und Tourerlebnisse der Band beschreibt.
1994 löste sich die Band nach mehreren Umbesetzungen auf, um in ähnlicher Besetzung als Dramagold deutschsprachige, chansonartigere Musik zu machen. Die erste CD von Dramagold wurde 1995 von Sven Regener (Element of Crime) produziert.

## Diskografie
- 1988: Look Around / I left the Army. (Tollton Records, 3-Track-12")
- 1988: Look Around / I left the Army. (WEA, 3-Track 12", Reissue)
- 1989: Love will keep us together. (WEA, 7"-Single)
- 1991: Rainbow. (Tollton Records, 3-Track-12")
- 1991: Blow Baby Blow. (Tollton Records, Audio-CD)
- 1992: Live '92. (Promo, 6-Track-12")
- 1992: Rock'n'Roll Jamboree. (Rock City Records, Audio-CD)

Sampler-Beiträge:
- 1989: Welcome to Rock 'n' Roll Hell - Volume One: A Tribute to AC/DC & Motörhead (Double Trouble, Berlin)
- 1990: Stop the Army II. (Stop The Army Project, Zürich)